# XXV Cumbre Iberoamericana
La XXV Cumbre Iberoamericana de jefes de Estado y de Gobierno se llevó a cabo en la ciudad y puerto de Cartagena de Indias, Colombia, entre el 28 y 29 de octubre de 2016 bajo el lema “Juventud, Emprendimiento y Educación”.
Entre otros resultados, la Cumbre emitió un comunicado de apoyo de 22 países al proceso de paz en Colombia.

## Asistentes
A la XXV Cumbre Iberoamericana asisten 13 de los 22 jefes de Estado o de Gobierno de los países miembros. Se ausentan los mandatarios de Argentina, Mauricio Macri; de Bolivia, Evo Morales; de Brasil, Michel Temer; de Costa Rica, Luis Guillermo Solís; de Cuba, Raúl Castro; de El Salvador, Salvador Sánchez Cerén; de España, el presidente del Gobierno Mariano Rajoy; de Nicaragua, Daniel Ortega; de Paraguay, Horacio Cartes; de Uruguay, Tabaré Vázquez y de Venezuela, Nicolás Maduro.
| Miembros de la Cumbre Iberoamericana de Jefes de Estado y de Gobierno Listado de líderes asistentes | Miembros de la Cumbre Iberoamericana de Jefes de Estado y de Gobierno Listado de líderes asistentes | Miembros de la Cumbre Iberoamericana de Jefes de Estado y de Gobierno Listado de líderes asistentes | Miembros de la Cumbre Iberoamericana de Jefes de Estado y de Gobierno Listado de líderes asistentes | Miembros de la Cumbre Iberoamericana de Jefes de Estado y de Gobierno Listado de líderes asistentes | Miembros de la Cumbre Iberoamericana de Jefes de Estado y de Gobierno Listado de líderes asistentes |
| Miembro                                                                                             | Miembro                                                                                             | Representado por                                                                                    | Representado por                                                                                    | Título                                                                                              | Referencias                                                                                         |
| --------------------------------------------------------------------------------------------------- | --------------------------------------------------------------------------------------------------- | --------------------------------------------------------------------------------------------------- | --------------------------------------------------------------------------------------------------- | --------------------------------------------------------------------------------------------------- | --------------------------------------------------------------------------------------------------- |
| Bandera de Andorra                                                                                  | Andorra                                                                                             | Antoni Martí                                                                                        | | Jefe del Gobierno                                                                                   | [ 3 ]                                                                                               |
| Bandera de Argentina                                                                                | Argentina                                                                                           | Susana Malcorra                                                                                     | | Ministra de Relaciones Exteriores                                                                   | [ 4 ]                                                                                               |
| Bandera de Bolivia                                                                                  | Bolivia                                                                                             | Juan Carlos Alurralde                                                                               | | Viceministro de Relaciones Exteriores                                                               | [ 5 ]                                                                                               |
| Bandera de Brasil                                                                                   | Brasil                                                                                              | José Serra                                                                                          | | Ministro de Relaciones Exteriores                                                                   | [ 4 ]                                                                                               |
| Bandera de Chile                                                                                    | Chile                                                                                               | Michelle Bachelet                                                                                   | | Presidenta                                                                                          | [ 3 ]                                                                                               |
| Bandera de Colombia                                                                                 | Colombia                                                                                            | Juan Manuel Santos                                                                                  | | Presidente                                                                                          | [ 3 ]                                                                                               |
| Bandera de Costa Rica                                                                               | Costa Rica                                                                                          | Ana Helena Chacón                                                                                   | | Vicepresidenta                                                                                      | [ 4 ]                                                                                               |
| Bandera de Cuba                                                                                     | Cuba                                                                                                | Bruno Rodríguez Parrilla                                                                            | | Ministro de Relaciones Exteriores                                                                   | [ 4 ]                                                                                               |
| Bandera de Ecuador                                                                                  | Ecuador                                                                                             | Rafael Correa                                                                                       | | Presidente                                                                                          | [ 3 ]                                                                                               |
| Bandera de El Salvador                                                                              | El Salvador                                                                                         | Hugo Martínez                                                                                       | | Ministro de Relaciones Exteriores                                                                   | [ 4 ]                                                                                               |
| Bandera de España                                                                                   | España                                                                                              | Felipe VI                                                                                           | | Rey                                                                                                 | [ 6 ]                                                                                               |
| Bandera de España                                                                                   | España                                                                                              | Luis de Guindos                                                                                     | | Ministro de Economía                                                                                | |
| Bandera de Guatemala                                                                                | Guatemala                                                                                           | Jimmy Morales                                                                                       | | Presidente                                                                                          | [ 3 ]                                                                                               |
| Bandera de Honduras                                                                                 | Honduras                                                                                            | Juan Orlando Hernández                                                                              | | Presidente                                                                                          | [ 3 ]                                                                                               |
| Bandera de México                                                                                   | México                                                                                              | Enrique Peña Nieto                                                                                  | | Presidente                                                                                          | [ 3 ]                                                                                               |
| Bandera de Nicaragua                                                                                | Nicaragua                                                                                           | Omar Halleslevens                                                                                   | | Vicepresidente                                                                                      | [ 4 ]                                                                                               |
| Bandera de Panamá                                                                                   | Panamá                                                                                              | Juan Carlos Varela                                                                                  | | Presidente                                                                                          | [ 3 ]                                                                                               |
| Bandera de Paraguay                                                                                 | Paraguay                                                                                            | Eladio Loizaga                                                                                      | | Ministro de Relaciones Exteriores                                                                   | [ 4 ]                                                                                               |
| Bandera de Perú                                                                                     | Perú                                                                                                | Pedro Pablo Kuczynski                                                                               | | Presidente                                                                                          | [ 3 ]                                                                                               |
| Bandera de Portugal                                                                                 | Portugal                                                                                            | Marcelo Rebelo de Sousa                                                                             | | Presidente                                                                                          | [ 3 ]                                                                                               |
| Bandera de Portugal                                                                                 | Portugal                                                                                            | António da Costa                                                                                    | | Primer ministro                                                                                     | |
| Bandera de la República Dominicana                                                                  | República Dominicana                                                                                | Danilo Medina                                                                                       | | Presidente                                                                                          | [ 3 ]                                                                                               |
| Bandera de Uruguay                                                                                  | Uruguay                                                                                             | Raúl Fernando Sendic                                                                                | | Vicepresidente                                                                                      | [ 4 ]                                                                                               |
| Bandera de Venezuela                                                                                | Venezuela                                                                                           | Alexander Gabriel Yánez                                                                             | | Viceministro para América Latina y Caribe                                                           | [ 4 ]                                                                                               |
| Bandera de las Naciones Unidas                                                                      | ONU                                                                                                 | António Guterres                                                                                    | | Secretario General ONU                                                                              | |